# Эхо
Э́хо (от лат. ēсhō — отголосок, отзвук, от греч. ἠχώ — звук, отзвук) — акустическая (звуковая) или электромагнитная волна, отражённая от какого-либо препятствия и принятая наблюдателем.

## Этимология
В древнегреческой мифологии горная нимфа Эхо (др.-греч. Ἠχώ) зачахла и истаяла от мук неразделённой любви к сыну речного бога Нарциссу, сохранился только её голос.

## Общее описание
Звуковое эхо — отражённый звук. Эхо замечают, если слышат также прямой звук от источника, когда в одной точке пространства можно несколько раз услышать звук из одного источника, пришедший по прямому пути и отражённый (возможно несколько раз) от окружающих предметов. Так как при отражении звуковая волна теряет энергию, то звуковая волна от более сильного источника звука сможет отразиться от поверхностей (например, стоящих друг напротив друга домов или стен) много раз, проходя через одну точку, что вызовет многократное эхо (такое эхо можно наблюдать от грома).
Эхо обусловлено тем, что волны могут отражаться твердыми поверхностями, это связано с динамической картиной разрежений и уплотнений воздуха вблизи отражающей поверхности. В случае, если источник звука расположен неподалёку от такой поверхности, повернутой к нему под прямым углом или под углом, близким к прямому, звук, отразившись от такой поверхности, как волна отражаются от берега, возвращается к источнику. Благодаря эху, говорящий может вместе с другими звуками слышать свою собственную речь, как бы задержавшуюся на некоторое время. Если источник звука находится на достаточном расстоянии от отражающей поверхности, а кроме источника звука поблизости нет никаких дополнительных звуковых источников, то эхо становится наиболее отчетливым. Эхо становится различимым на слух, если интервал между прямой и отражённой звуковой волной составляет 50-60 мс, что соответствует 15-20 м, которые звуковая волна проходит от источника и обратно, при нормальных условиях.

## Виды эха
- Однократное эхо — это волна, отражённая от препятствия и принятая наблюдателем.
- Многократное эхо — это эхо, возникающее при каком-нибудь громком звуке, что порождает не один, а несколько следующих друг за другом звуковых откликов.

## Практическое применение
Поскольку звуковые волны в воздушной среде обладают постоянной скоростью распространения (около 340 метров в секунду), время, необходимое звуку для возвращения, может служить источником данных об удалении предмета. Чтобы определить расстояние до предмета в метрах, необходимо засечь время в секундах до возвращения эха, разделить его на два (звук проходит расстояние до предмета и обратно) и умножить на 340 — получим примерное расстояние в метрах. На этом принципе основана эхолокация, применяемая, в основном, для определения положения объекта с помощью времени задержки возвращений отражённой волны.
Эхо является существенной помехой для аудиозаписи. Поэтому стены комнат, в которых проходит запись песен, радиорепортажей, а также начитка текстов телерепортажей, обычно оборудуются звукогасящими экранами из мягких или ребристых материалов, поглощающих звук. Принцип их работы в том, что звуковая волна, попадая на такую поверхность, не отражается обратно, затухает внутри за счёт вязкого трения газа. Этому особенно способствуют пористые поверхности выполненные в виде пирамид, так как даже отражённые волны переизлучаются вглубь впадины между пирамидами и дополнительно ослабляются при каждом последующем отражении.